# Джинли
Джинли (азерб. Cinli) — село в административно-территориальном округе села Алимадатли Агдамского района Азербайджана. Расположено на берегу реки Хачынчай.
В ходе Первой карабахской войны, в 1993 году село было занято армянскими вооружёнными силами, и до ноября 2020 года находилось под контролем непризнанной НКР.
После окончания Второй карабахской войны согласно трёхстороннему заявлению о прекращении огня, 20 ноября 2020 года Агдамский район был возвращён Азербайджану.